# Гусиная Ляга
Гусиная Ляга — село в Бурлинском районе Алтайского края России. Входит в состав Партизанского сельсовета.

## История
Основано в 1907 году. В 1928 г. деревня Гусино-Ляга состояла из 157 хозяйств. Являлась административным центром Гусино-Лягского сельсовета Ново-Алексеевского района Славгородского округа Сибирского края. Были организованы сельскохозяйственные артели «Победитель» и имени Кирова. С 1950 г. являлась центральной усадьбой укрупненного колхоза имени Кирова. В 1957 г. стала отделением совхоза «Бурлинский».

## Население
В 1928 году проживало 642 человека (322 мужчины и 320 женщин). Преобладающее население: украинцы, переселившиеся в Сибирь с центральной Украины в период столыпинской реформы.
В 1944 году в село были привезены депортированные с Крыма татары.
| 1997 | 1998 | 1999 | 2000 | 2001 | 2002 | 2003 |
| ---- | ---- | ---- | ---- | ---- | ---- | ---- |
| 426  | ↗466 | ↗495 | ↘472 | ↘460 | ↘441 | ↗444 |
| 2004 | 2005 | 2006 | 2007 | 2008 | 2009 | 2010 |
| ↘436 | ↘393 | ↘370 | ↗373 | ↗374 | ↘354 | ↘311 |
| 2011 | 2012 | 2013 |      |      |      |      |
| ↘308 | ↘281 | ↘275 |      |      |      |      |